# Belem (Schiff)
Die Belem ex Giorgio Cini ex Fantôme II ex Belem ist eine 1896 in Nantes gebaute Bark, die, als Frachtschiff gebaut, später britische Luxusjacht und italienisches Segelschulschiff wurde und seit 1979 wieder unter französischer Flagge fährt.

## Geschichte und Beschreibung
Die Belem lief am 10. Juni 1896 als Fracht- und Personentransportschiff auf der Werft Adolphe Dubigeon in Chantenay-sur-Loire (heute zu Nantes) für die Nanteser Reederei Société Denis Crouan & Cie. vom Stapel. Sie war als Volldeckschiff mit Aufbauten, speziell als Brunnenschiff mit zwei Deckshäusern im Brunnen konzipiert: Sie hatte ein großes Deckhaus mit Kombüse hinter dem Fockmast, ein kleines vor dem Besanmast, dazu den damals weit verbreiteten offenen Ruderstand am Heck hinter dem großen Oberlicht auf dem Poopdeck. Die Bark mit ursprünglich schwarzem Rumpf und umlaufendem Goldband galt als robustes, doch für ihre Größe schnelles Schiff. Sie hatte ein auffälliges Rigg, da sie den Besan als Dreieckssegel ohne Gaffel und Besantoppsegel fuhr, was ihr den Beinamen „Crouans Jacht“ einbrachte. Sämtliche Masten und Spieren waren ursprünglich aus Holz gefertigt, mit Ausnahme des Bugspriets und des Klüverbaums, die auf Wunsch des Reeders Fernand Crouan aus Stahl gebaut wurden. Fock- und Großmast waren aus Untermast, Mars- und Bramstenge aufgebaut, der Besanmast mit Stenge ohne Gaffel.
Sie war im Hinblick auf die Gründung der ersten brasilianischen Republik wenige Jahre vorher nach der nordbrasilianischen Hafenstadt Belém benannt, in der die Reederei Crouan bereits seit 1817 ein Kontor betrieb. Dorthin führte auch die Jungfernfahrt. Nach der Übernahme von 121 Mauleseln in Montevideo brach im Hafen von Belém ein Brand aus, bei dem fast alle Tiere erstickten. Nach der Rückkehr in den Heimathafen musste die Bark zur Beseitigung der Brandschäden einer größeren Reparatur unterzogen werden.
Die Belem fuhr zunächst zwischen Frankreich, überwiegend Nantes, und Südamerika, vorwiegend Brasilien und Französisch-Guayana, im Kakaohandel und beförderte auch Passagiere.
Bis 1907 segelte die Bark unter der roten Crouanschen Reedereiflagge mit dem weißen, fünfzackigen Stern. 1902 entkam das Schiff auf einer Reise zu den Antillen knapp dem verheerenden Vulkanausbruch des Mont Pelé, der die Stadt Saint Pierre auf Martinique völlig zerstörte, da sie aus Platzmangel auf der Reede von St. Pierre in einer weiter weg gelegenen Bucht vor Anker ging, in der sie vor dem Vulkanausbruch sicher war.
Nach dem Tod des Reeders Fernand Crouan ging die Belem zunächst für zwei Jahre an die Reederei Demange Frères, die sie mit einem grauen Rumpf mit Portenband versah, 1909 dann an die Société des Armateurs Coloniaux (H. Fleuriot & Cie.) (Gesellschaft kolonialer Reeder) und wurde nun im Handel mit den französischen Überseekolonien eingesetzt.
1914 kaufte Hugh Grosvenor, 2. Duke of Westminster die Bark; ihr neuer Heimathafen wurde Southampton. Ihr letzter französischer Kapitän, Julien Chauvelon, der sie auch am längsten kommandiert hatte, überführte die Belem und übergab sie persönlich dem neuen Eigner, der ihm mit einer goldenen Taschenuhr dankte. Das Frachtschiff wurde nun zur Luxusjacht umgebaut; dabei wurden zwei schwedische Bolinder-Hilfsdieselmotoren mit zwei Propellern eingebaut, das Poopdeck wurde aufgestockt, die Laderäume wurden zum großen Teil in Luxuskabinen umgewandelt, das Heck wurde mit einer weißen Holzreling versehen, ferner wurden die drei Holzmasten durch Stahlmasten ersetzt und weitere Deckaufbauten angebracht. Der Besanmast wurde mit Gaffel, Standard-Besan und Besantoppsegel geriggt, der Rumpf unter Beibehaltung der aufgemalten Stückpforten wieder schwarz gestrichen.
1922 wurde das Schiff an den Brauereibesitzer Sir Arthur Ernest Guinness (1876–1949), Urenkel des Brauereigründers, verkauft und in Fantôme II umbenannt. Wiederum wurden Änderungen an den Schiffsaufbauten und im Inneren durchgeführt. Guinness unternahm mit dem Schiff zwischen 1923 und 1924 eine Weltumsegelung via Panamakanal und Suezkanal. Dabei entkam das Schiff im Pazifik einer weiteren Katastrophe, einem Erdbeben in Japan, das den Hafen von Yokohama zerstörte. Weitere Fahrten führten bis nach Spitzbergen, nach Marseille und den Guadalquivir hinauf nach Sevilla. 1930 machte die Fantôme II nach langer Zeit wieder einmal in Nantes fest. Ihr alter Kapitän Julien Chauvelon wurde auf sein früheres Schiff eingeladen und staunte sehr über die prachtvollen Veränderungen. 1937 segelte die Fantôme II zu den Krönungsfeierlichkeiten Georgs VI. nach Montreal. Vor Ausbruch des Zweiten Weltkriegs verholte das Schiff auf die Reede von Cowes, wo es die nächsten zwölf Jahre lag und vorübergehend französischen Offizieren als Unterkunft diente. Während einer Bombardierung erlitt das Schiff Schäden an der Takelage und wurde daraufhin abgetakelt.
Nach dem Tod des Eigners 1949 wurde das Schiff 1951 nach Italien verkauft, zum Segelschulschiff umgebaut und dabei zur Barkentine umgeriggt. Neuer Eigner war die Fondazione Giorgio Cini (Stiftung Giorgio Cini) und es erhielt den Namen Giorgio Cini, nach dem 1949 tödlich verunglückten Sohn des Stifters, Graf Vittorio Cini. Als Segelschulschiff zur Ausbildung von Handelsmarinekadetten fuhr die Barkentine vorwiegend in der Adria und im westlichen Mittelmeer. 1965 wurde sie in Venedig aufgelegt, weil sie für den weiteren Einsatz als zu alt galt. Ein Versuch, sie wieder flott zu machen, scheiterte 1972 an den Kosten; 1976 wurde sie aber wieder zur Bark umgebaut. Erst 1979 gelang es, sie in Nantes wieder in Fahrt zu bringen. Seit dem Abschluss der Umbau- und Reparaturarbeiten im Jahre 1983 fährt das Schiff mit Heimathafen Nantes wieder unter seinem alten Namen Belem mit Barkrigg als Segelschiff für zahlende Gäste.
Das Olympische Feuer für die Sommerspiele 2024 in Paris reiste 12 Tage in einer Vitrine  mit der Belem über das Mittelmeer. Am 27. April wurde die windfeste Laterne mit Öllicht in Piräus übernommen und am 8. Mai im Alten Hafen von Marseille übergeben.

## Galerie

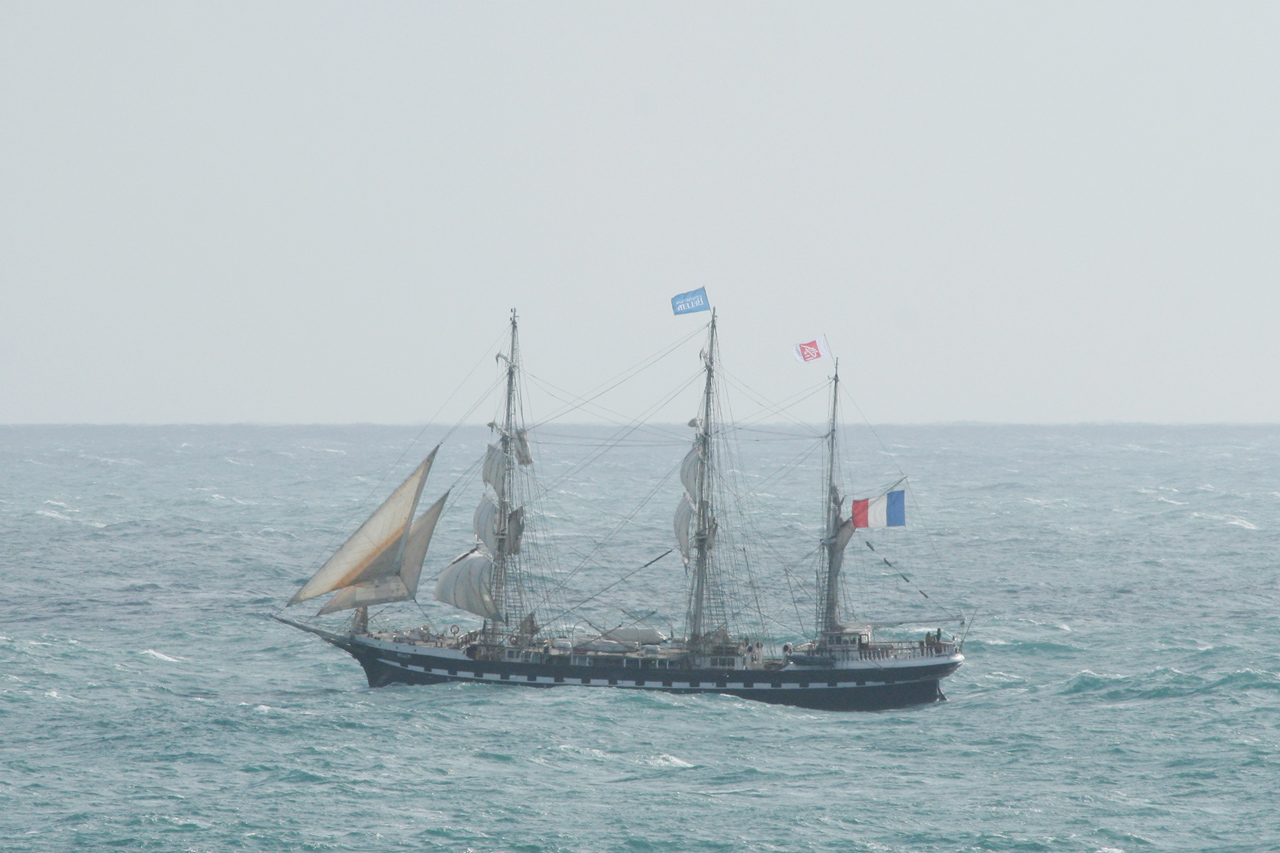
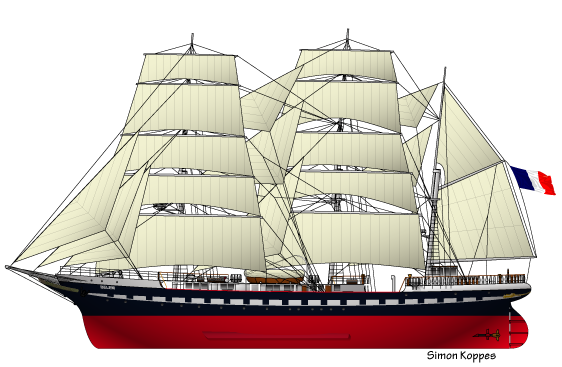
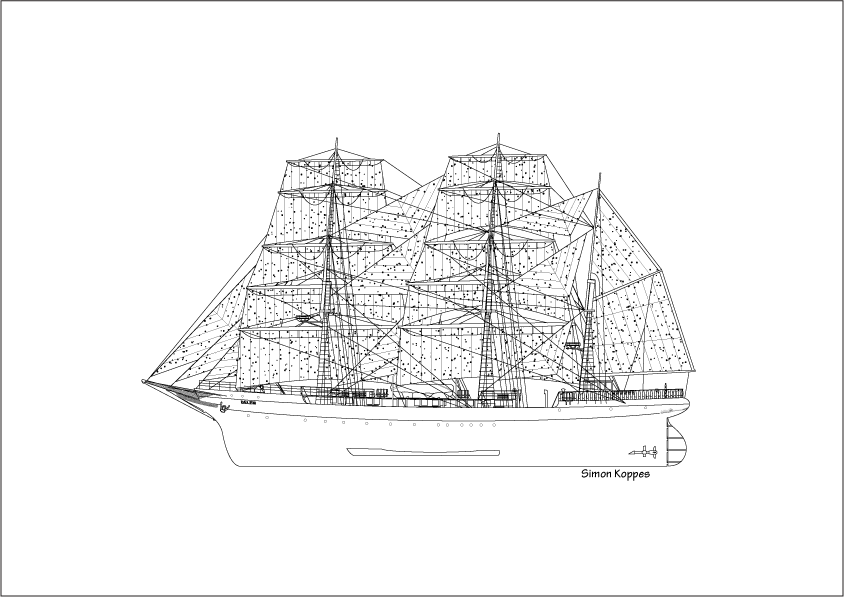
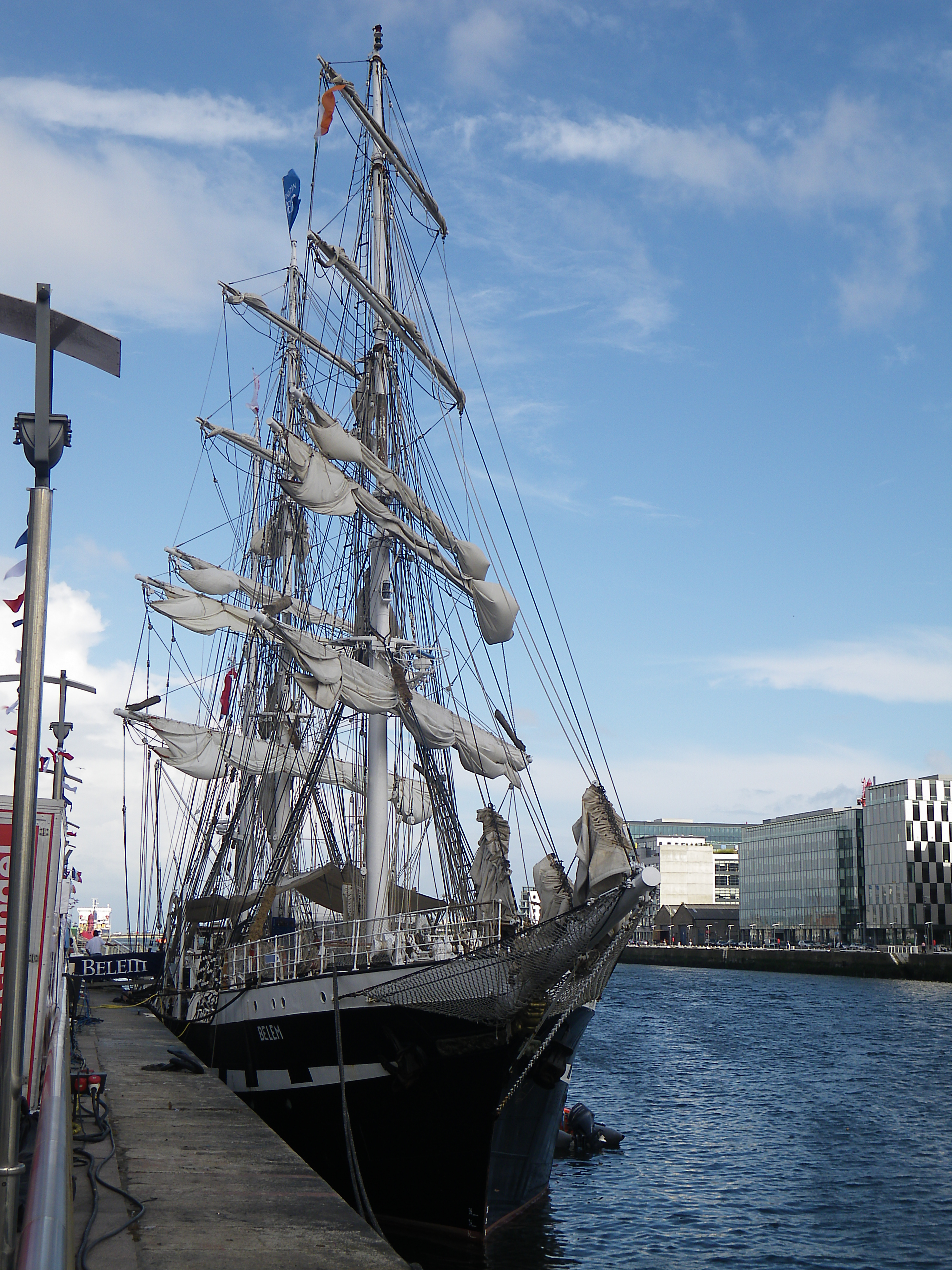

## Schiffsdaten
- Konstruktion: Stahlrumpf als Brunnenschiff mit zwei Deckshäusern im Brunnen; Stahlmasten mit Untermasten, Mars-/Bramstenge ein Stück; untere Rahen Stahl, obere Holz; (1979-) Steuerhaus auf dem Poopdeck und langes Deckshaus im Brunnen
- Rigg (1896): Barkrigg, Holzmasten mit Mars-/Bramstenge, doppelte Mars-, einfache Bramrahen, Royalsegel, Besanmast mit Stenge ohne Gaffel für Dreieck-Besan; Stahlpfahlbugsprit
- Rigg (1914): Barkrigg mit Stahlmasten, Untermasten mit Stenge (Mars- / Bramstenge ein Stück), doppelte Mars-, einfache Bramrahen, Royalrahen, Besanmast mit Stenge / Gaffel
- Rigg (1951): Barkentinentakelung, doppelte Mars-, einfache Bramrahen, Royalrahen am Fockmast, Groß- und Besanmast als Schratmasten mit Stengen und Gaffeln
- Rigg (1976): Barkrigg wie 1914, etwas kürzerer Pfahlbugsprit als ursprünglich
- Stapellauf: 10. Juni 1896; Vertrag: 23. Dezember 1895, Kiellegung: 30. Dezember 1895
- Jungfernfahrt: 31. Juli 1896 nach Montevideo (Uruguay) und Belém (Brasilien)
- Anzahl der Decks: zwei durchgehende Stahldecks, dazu Poop und Back; oberstes Deck mit Holzbeplankung
- Mastfolge: Fockmast, Großmast und Besanmast (Bark und Barkentine)
- Unterscheidungssignal: H L P N (1896)
- Bauwerft: Chantiers Adolphe Dubigeon, Nantes, Frankreich
- Konstrukteur: Adolphe Dubigeon
- Reederei: Société Denis Crouan & Cie., Nantes
- weitere Reedereien/Eigner: Demange Frères (1907–1909); Société des Armateurs Coloniaux (H. Fleuriot & Cie.) (1909–1914); Hugh Grosvenor, 2. Duke of Westminster (1914–1922); Sir Arthur E. Guinness (1922–1951); Fondazione Giorgio Cini (Vittorio Cini) (1951–1979); Fondation Belem / Société Nantaise de Navigation (seit 1979)
- Heimathafen: Nantes (1896); Southampton (1914); Dublin (1922); Venedig (1951); Nantes (1979)
- weitere Namen: Fantôme II (1922); Giorgio Cini (1951), Belem (1979)
- Galionsfigur: nein; Schild mit dem brasilianischen Nationalmotto "Ordem e progresso" ("Ordnung und Fortschritt", frz. "Ordre et progrès")
- Länge über alles: 58 m
- Länge Galion-Heck (Rumpflänge): 51 m
- Länge auf Deck: 49,5 m
- Länge zwischen den Loten (LzL, LPP): 48 m
- Breite: 8,8 m
- Raumtiefe: 4,6 m
- Seitenhöhe: 4,6 m
- Tiefgang: 3,6 m
- Vermessung: 534 BRT (Bruttoregistertonnen) / 406 NRT (Nettoregistertonnen)
- Verdrängung: 1025 t (1896) / 750 t (Schiffsmasse und Ladung)
- Ladekapazität/Tragfähigkeit: 675 t (1896) / 400 t (1979) (1 ton = 1,016 t)
- Segelfläche 1896: 1.200 m² (20 Segel: 10 Rahsegel, 1 Dreiecks-Besan ohne Gaffel, 9 Stagsegel)
- Segelfläche 1914: 1.200 m² (21 Segel: 10 Rahsegel, 2 Besane, 9 Stagsegel)
- Segelfläche 1951: 1.000 m² (16 Segel: 5 Rahsegel, 2 Großgaffelsegel, 2 Gaffeltoppsegel, 7 Stagsegel)
- Segelfläche 1976: 1.150 m² (22 Segel: 10 Rahsegel, 2 Besane, 10 Stagsegel)
- Masthöhe: 34 m (Flaggenknopf – Wasserlinie); 31 m (Flaggenknopf – Deck)
- Hilfsmaschine: keine; 1914 Einbau von Dieselmotoren (2 × 300 PS); 1971 Einbau von 2 Dieselmotoren "Fiat-Iveco" mit 300 HP pro Maschine, 2 vierflügelige Propeller (Cantieri Navali e Officine Meccaniche of Venice)
- Klassifikation: Bureau Véritas 1. Rang / entspr. +100A1 (Lloyd's)
- Erster Schiffsführer: M. Lemerle (Jungfernreise, 1896–1897)
- weitere Kapitäne: François Rioual (2. Reise, 1897), M. Dolu (3.–5. R., 1897–1899), Julien Chauvelon (6., 8.–33. R., 1899–1914); Le Dantec (7.–8. R., 1899–1900);
- Besatzung: 13 Mann (Kapitän, 2. Kapitän (nur auf frz. Schiffen), 2 Offiziere, 9 Seeleute) (1896);
                 16 Mann (Kapitän, 2. Kapitän, 2 Offiziere, Maschinist, 2 Köche, Bootsmann, Zimmermann, 7 Seeleute) + 48 zahlende Gäste (1979); + 60 Kadetten (1951)
- Höchstgeschwindigkeit: 9 kn mit Dieselmotoren, 12 kn unter Segel
- Besonderheiten: seit 1979: drei hydraulische Gangspille, 2 kleine mittschiffs, ein großes auf der Poop